# Roman Catholic Relief Act del 1829
Il Roman Catholic Relief Act del 1829, approvato dal Parlamento di Londra nel 1829, fu il momento culminante del processo di emancipazione cattolica nel Regno Unito, ovvero di ripristino dei diritti civili dei cattolici. L'approvazione di questo atto fu conseguenza di una vigorosa campagna di proteste nata in Irlanda, che minacciò l'insurrezione sotto la guida dall'avvocato Daniel O'Connell. I leader britannici, con a capo il Primo Ministro, il Duca di Wellington e il suo principale consigliere Robert Peel, benché personalmente ostili, pilotarono il voto favorevole del Parlamento anche per evitare lo scoppio di una guerra civile.

Nel 1791 un'omonima legge britannica e nel 1793 un'altra omonima legge irlandese (all'epoca erano due regni distinti) avevano già abrogato limitazioni di vario genere ai cattolici permettendo ai cattolici irlandesi di votare ma ribadendo che gli eletti a cariche pubbliche dovessero pronunciare il giuramento di fedeltà al sovrano anche come capo della Chiesa. I due provvedimenti impedivano di fatto per i cattolici la scelta della carriera politica.

La campagna per l'emancipazione cattolica in Irlanda (1828-1829) fu guidata da Daniel O'Connell (1775-1847), organizzatore della Catholic Association.

## Storia

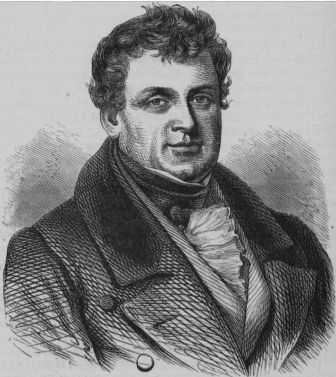
Daniel O'Connell

Dopo la morte, il 1º gennaio 1766, del primo pretendente giacobita (cattolico) al trono inglese, Giacomo Francesco Edoardo Stuart, figlio ed erede di re Giacomo II d'Inghilterra, la Santa Sede riconobbe la legittimità della dinastia degli Hannover. Ciò consentì un riavvicinamento tra la Chiesa cattolica e il Regno Unito.
Nel corso dei successivi 63 anni furono introdotti in Parlamento vari progetti di legge per abrogare le restrizioni ai cittadini di fede cattolica, ma questi progetti incontrarono una forte opposizione politica, soprattutto durante le guerre napoleoniche. A parte il Catholic Relief Act del 1778 e un altro Catholic Relief Act del 1791, questi progetti non andarono a buon fine. Alla fine, a seguito di una vigorosa campagna condotta principalmente in Irlanda dall’avvocato cattolico Daniel O'Connell e con il sostegno del Primo Ministro, il Duca di Wellington, la maggior parte delle rimanenti restrizioni contro i cattolici nel Regno Unito furono abrogate dal Catholic Relief Act del 1829.
Nel 1828 Daniel O'Connell fu eletto al Parlamento di Londra battendo un candidato anglicano. Tuttavia, secondo la legge allora vigente, gli eletti in Parlamento erano obbligati a giurare secondo una formula condannata dalla Chiesa cattolica. Il giuramento, infatti, prevedeva l'esplicito riconoscimento del Sovrano come capo della Chiesa anglicana (e quindi il ripudio dell'autorità pontificia). O'Connell non prese possesso del seggio. Ciò agitò molto l'Irlanda. Vista la crescente tensione con la comunità irlandese, Robert Peel, segretario di Stato per gli affari interni, che fino ad allora si era sempre opposto all'emancipazione cattolica, cambiò idea: «Se l'emancipazione è un grande pericolo, la guerra civile lo è ancora di più». Temendo lo scoppio di una rivoluzione in Irlanda, Peel presentò alla Camera dei Comuni un Catholic Relief Bill. Per superare la dura opposizione sia della Camera dei lord sia del re Giorgio IV, il Duca di Wellington lavorò senza sosta per assicurare il voto favorevole della Camera dei Lord, e minacciò le dimissioni da primo ministro se Giorgio IV non avesse concesso il reale assenso. La posizione del sovrano era difficile: da una parte era stato in principio favorevole all'emancipazione dei cattolici, tanto da supportarla già nel 1791 (anche per il suo legame con la cattolica Maria Fitzherbert), come sovrano del Regno di Hannover aveva perfino raggiunto nel 1824 un concordato con la Santa Sede; dall'altra subiva la pressione di molti teologi e vescovi anglicani che giudicavano l'emancipazione dei cattolici contraria al giuramento pronunciato all'atto dell'incoronazione che lo impegnava nella difesa del protestantesimo contro i "papisti".
Come Lord Luogotenente d'Irlanda dal 1822 al 1828, il Marchese Wellesley (fratello del Duca di Wellington) giocò un ruolo cruciale nel porre le basi per il Catholic Emancipation Bill. La sua azione riconciliatrice si proponeva di vedere restaurati i diritti civili dei cattolici, preservando al contempo quei diritti e considerazioni importanti per i Protestanti. Usò la forza nel mantenere la legge e l'ordine quando le rivolte minacciarono la pace, e scoraggiò la pubblica agitazione sia della protestante Orange Order, sia della cattolica Society of Ribbonmen.
Il vescovo John Milner era un sacerdote inglese cattolico e scrittore attivamente impegnato nel promuovere l'emancipazione cattolica anteriore alla sua morte nel 1826. Fu un leader del pensiero conservatore ed ebbe una significativa influenza sia Inghilterra che in Irlanda; inoltre fu coinvolto nella scrittura della risposta cattolica ai primi sforzi del Parlamento per promulgare le misure per l'emancipazione cattolica.
Nel frattempo, i protestanti dell'Ulster si mobilitarono, dopo un inizio rinviato, per fermare l'emancipazione. A partire dalla fine del 1828 i Protestanti di tutte le classi sociali iniziarono ad organizzarsi dopo l'arrivo del sostenitore di O'Connell Jack Lawless che aveva l'intenzione di programmare una serie di incontri e attività a favore dell'emancipazione attraverso l'Ulster. La sua mossa galvanizzò i protestanti a formare dei clubs, a distribuire dei pamphlets e a raccogliere petizioni. Comunque le proteste dei protestanti non erano ben fondate e coordinate e mancò il supporto del governo britannico. Dopo che il Catholic Relief era stato garantito, l'opposizione protestante si divise in due posizioni basate sulla classe sociale: l'aristocrazia e la gentry divennero inattive, mentre la classe media e quella operaia manifestarono il dominio sopra i cattolici dell'Ulster attraverso delle manifestazioni Orange.
Infatti, quasi paradossalmente, i protestanti non anglicani che fino all'anno precedente (cioè fino all'approvazione del Sacramental Test Act 1828 che aveva cancellato le limitazioni per chi non riconosceva la validità sacramentale dell'Eucaristia e rifiutava di riceverla dal clero anglicano) erano stati parzialmente discriminati politicamente, anche se non come i cattolici, ora rifiutavano di essere messi sul loro stesso piano giuridico e chiesero di non permettere simili concessioni.

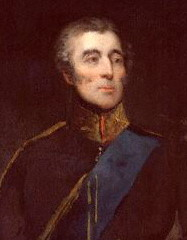
John Jackson, Il primo duca di Wellington, 1831

La legge sulle elezioni parlamentari in Irlanda del 1829 (Parliamentary Elections Ireland Act 1829, 10 Geo.IV, c. 8), che accompagnò l'emancipazione ed ottenne il reale assenso nello stesso giorno, era l'unica maggior "sicurezza" richiesta alla fine per l'emancipazione. Questa legge spoliò del diritto di voto i piccoli proprietari terrieri dell'Irlanda, i cosiddetti Forty Shilling Freeholders, e quintuplicò il censo per votare. Cominciando con l'iniziale base che garantiva il voto attraverso il Parlamento Irlandese nel 1793, qualsiasi uomo affittuario o proprietario di terre del valore di almeno 40 scellini (due sterline), aveva il permesso di votare. Sotto l'Act, questo fu innalzato a 10 sterline.
La legge proibì anche l'uso dei titoli episcopali già in adozione nella Chiesa d'Inghilterra (10 Geo. IV, c. 7, s. 24). Si impose una sanzione di 100 sterline a «qualsiasi persona, non autorizzata dalla legge, che doveva assumere il titolo qualsiasi di arcivescovo, vescovo o decano»; la legge estendeva i suoi effetti «all'assunzione di titoli ecclesiastici derivati da qualsiasi città o luogo in Inghilterra e Irlanda, e che non c'erano in una sede esistente». Il provvedimento fu rinforzato dall' Ecclesiastical Titles Act 1851, che minacciava la confisca delle proprietà di chiunque, al di fuori della Chiesa Unita d'Inghilterra e Irlanda, avesse usato il titolo episcopale «di qualunque città, luogo, o di qualsiasi territorio o distretto (sotto qualunque designazione o descrizione), nel Regno Unito»: tale legge fu approvata dopo che papa Pio IX aveva ripristinato nel 1850 una serie di diocesi cattoliche (erette al posto dei già esistenti vicariati apostolici) senza consultare il governo britannico. L' Ecclesiastical Titles Act 1851 non fu comunque mai imposto, fu anzi revocato nel 1871 fatto salvo il principio presente nella legge del 1829 per le diocesi cattoliche di non assumere il nome di diocesi già esistenti della Chiesa anglicana. Tale norma rimase valida in Inghilterra e Galles, ma non in Scozia dove le diocesi moderne, ricostituite da papa Leone XIII a partire dal 1878, sono spesso, come in Irlanda, omonime di quelle esistenti prima della Riforma.

## Nella storiografia
J.C.D. Clark (1985) descrive l'Inghilterra antecedente al 1828 come una nazione in cui la vasta maggioranza della popolazione credeva nel diritto divino dei re, nella legittimità della nobiltà ereditaria e nei privilegi della Chiesa Anglicana. Nell'interpretazione di Clark, il sistema rimase virtualmente immutato finché esso collassò nel 1828, poiché l'emancipazione cattolica minò il suo centro nevralgico, la supremazia anglicana. Clark sostiene che le conseguenze furono enormi: «Il disastro di tutto l'ordine sociale [...] Ciò che fu perso in quel momento...non era solamente una disposizione parlamentare, ma l'ascendenza intellettuale di una visione del mondo, l'egemonia culturale della vecchia élite». L'interpretazione di Clark e stata ampiamente dibattuta nella letteratura accademica, ma non è stata confermata la tesi di una soluzione di continuita. Anzi, gli storici che hanno esaminato il suo saggio hanno evidenziato la sostanziale continuità tra i periodi prima e dopo il 1828 e il 1832.
Secondo Eric J. Evans (1996) l'importanza politica dell'emancipazione fu che essa divise gli anti-riformatori e diminuì la loro abilità di bloccare le future leggi di riforma, specialmente il grande Reform Act del 1832. Paradossalmente, il successo di Wellington spinse molti degli Ultra-Tories a domandare la riforma del Parlamento. Essi dicevano che i voti dei rotten boroughs avevano dato al governo la sua maggioranza. Perciò, fu un ultra-tory, il Marchese di Blandford, che nel febbraio 1830 introdusse il primo, maggiore Reform Bill, chiedendo il trasferimento dei seggi parlamentari dai borghi alle contee e alle grandi città, la privazione dei diritti civili per i votanti non residenti, il divieto agli alti funzionari della Corona di sedere in Parlamento, il pagamento di un'indennità fissa ai parlamentari, e la generale franchigia per gli uomini che possedevano proprietà. Gli ultras ritenevano che un'ampia base elettorale potesse essere invocata per rafforzare l'anticattolicesimo.